# Nepheliphora nubifera
Nepheliphora nubifera är en fjärilsart som beskrevs av George Francis Hampson 1910. Nepheliphora nubifera ingår i släktet Nepheliphora och familjen tandspinnare. Inga underarter finns listade i Catalogue of Life.